# Lac Trenche
Pour les articles homonymes, voir Trenche.
Le lac Trenche est situé dans le territoire non organisé du Lac-Ashuapmushuan, en Haute-Mauricie, dans la Municipalité régionale de comté (MRC) Le Domaine-du-Roy, dans la région administrative du Saguenay-Lac-Saint-Jean, au Québec, Canada. Ce lac est situé entièrement en territoire forestier.

## Géographie
Ce lac constitue un élargissement naturel de la rivière Trenche qui coule du nord au sud, pour se déverser dans le lac Tourouvre, formé par le barrage de la Trenche, sur la rivière Saint-Maurice. Situé entièrement en milieu forestier, la surface du lac Trenche est gelée de novembre jusqu'au début d'avril.
Le lac Trenche est très difforme, étant composé d'îles, de presqu'iles, de jetées naturelles s'avançant dans le lac et de nombreuses baies. Sa forme ressemble à un Y constitué par une série de plus petits lacs, comme s'ils avaient été créés par la chute de météorites. Le lac Trenche s'alimente par le nord en deux parties : la branche du nord-ouest, et la branche du nord-est (la plus importante). Cette dernière constitue le prolongement de la rivière Trenche, coulant du nord vers le sud.
Les visiteurs peuvent accéder au lac Trench par les chemins forestiers de la Consolidated Bathurst qui suivent plus ou moins le parcours de la rivière Trenche, l'un des cinq plus importants tributaires de la rivière Saint-Maurice.

## Toponymie
Au Canada, le mot Trenche est intégré à une série de toponymes :
- du nord de La Tuque : lac de la Trenche, Trenche (hameau), barrage de la Trenche, Centrale de la Trenche, pont de la Trenche, poste de la trenche (poste de transformation), rivière Trenche et rivière Trenche Sud ;
- de la région du Saguenay-Lac-Saint-Jean, dans le territoire non-organisé du Lac-Ashuapmushuan, MRC Le Domaine-du-Roy : lac Trenche, rivière Trenche Est, petite rivière Trenche Ouest, barrage de la rivière-Trenche, petit lac Trenche, barrage du lac-Trenche et barrage de la Petite-Rivière-Trenche-Ouest.

Le toponyme Lac Trenche a été officialisé le 5 décembre 1968 à la Banque des noms de lieux de la Commission de toponymie du Québec.